# Frances de la Tour
Frances de la Tour (Bovingdon, 30 juli 1944) is een Engelse actrice. Ze vertolkte meerdere rollen in het theater, waaronder anno 1980 die van Stephanie Abrahams in de première van het toneelstuk Duet for One. Ze is vooral bekend als "Miss Ruth Jones" uit de Britse sitcom Rising Damp, als een "Olympe Mallemour" (Engels: Olympe Maxime) uit de verfilmingen van Harry Potter en de Vuurbeker en Harry Potter en de Relieken van de Dood – Deel 1 en als "Aunt Imogene" uit Alice in Wonderland (2010) en Alice Through the Looking Glass (2016).

## Filmografie
| Jaar | Titel                                            | Opmerkingen           |
| ---- | ------------------------------------------------ | --------------------- |
| 1970 | Papa en a deux                                   | Film                  |
| 1970 | Country Dance                                    | Film                  |
| 1971 | The Marty Feldman Comedy Machine                 | Televisieserie        |
| 1973 | Crime of Passion                                 | Televisieserie        |
| 1974 | Our Miss Fred                                    | Film                  |
| 1974 | Play for Today (1974-1976)                       | Televisieserie        |
| 1974 | Rising Damp (1974-1978)                          | Televisieserie        |
| 1976 | To the Devil a Daughter                          | Film                  |
| 1976 | Crown Court                                      | Televisieserie        |
| 1977 | Wombling Free                                    | Film                  |
| 1977 | The Galton & Simpson Playhouse                   | Televisieserie        |
| 1977 | Maggie: It's Me                                  | Televisiefilm         |
| 1979 | Leave It to Charlie                              | Televisieserie        |
| 1980 | Rising Damp                                      | Film                  |
| 1980 | Flickers                                         | Miniserie             |
| 1982 | ITV Playhouse                                    | Televisieserie        |
| 1983 | The Bounder                                      | Televisieserie        |
| 1984 | Ellis Island, les portes de l'espoir             | Miniserie             |
| 1985 | Murder with Mirrors                              | Televisiefilm         |
| 1985 | Duet for One                                     | Televisiefilm         |
| 1986 | Unnatural Causes                                 | Televisieserie        |
| 1987 | Clem                                             | Televisiefilm         |
| 1988 | A Kind of Living (1988-1989)                     | Televisieserie        |
| 1990 | Strike It Rich                                   | Film                  |
| 1991 | Bejewelled                                       | Televisiefilm         |
| 1993 | Every Silver Lining                              | Televisieserie        |
| 1993 | Stay Lucky                                       | Televisieserie        |
| 1993 | Screen Two                                       | Televisieserie        |
| 1994 | Downwardly Mobile                                | Televisieserie        |
| 1996 | Cold Lazarus                                     | Televisieserie        |
| 1997 | The History of Tom Jones, a Foundling            | Televisieserie        |
| 1998 | Heartbeat                                        | Televisieserie        |
| 1999 | The Cherry Orchard                               | Film                  |
| 2001 | Eddy and the Bear                                | Televisieserie (stem) |
| 2003 | Born and Bred                                    | Televisieserie        |
| 2004 | Agatha Christie's Poirot                         | Televisieserie        |
| 2004 | Wakening the Dead                                | Televisieserie        |
| 2005 | Harry Potter en de Vuurbeker                     | Film                  |
| 2005 | Sensitive Skin                                   | Televisieserie        |
| 2006 | Agatha Christie's Marple                         | Televisieserie        |
| 2006 | New Tricks                                       | Televisieserie        |
| 2006 | The History Boys                                 | Film                  |
| 2006 | 3 lbs.                                           | Televisieserie        |
| 2010 | The Nutcracker in 3D                             | Film                  |
| 2010 | The Book of Eli                                  | Film                  |
| 2010 | Alice in Wonderland                              | Film                  |
| 2010 | National Theatre Live                            | Televisie             |
| 2010 | Harry Potter en de Relieken van de Dood – Deel 1 | Film                  |
| 2011 | Hugo Cabret                                      | Film                  |
| 2011 | Private Peaceful                                 | Film                  |
| 2013 | Suspension of Disbelief                          | Film                  |
| 2013 | Vicious                                          | Televisieserie        |
| 2013 | Big school                                       | Televisieserie        |
| 2014 | Into the Woods                                   | Film                  |
| 2015 | Mr. Holmes                                       | Film                  |
| 2015 | The Lady in the Van                              | Film                  |
| 2015 | Miss You Already                                 | Film                  |
| 2016 | Alice Through the Looking Glass                  | Film                  |
| 2020 | Enola Holmes                                     | Film                  |